# IARUMS
IARUMS, (ang. IARU Monitoring System) – agenda IARU zajmująca się monitorowaniem amatorskich pasm radiowych.